# 迷途指针

迷途指針（Dangling pointer）

在计算机编程领域中，迷途指针（英語：Dangling pointers），或称悬空指针，跟野指针（Wild pointers），皆是一種不指向任何合法的对象的指针。在更一般化形式中，迷途參照（dangling references）與野參照（wild references）是指無法解析出合法所在的參照。
当所指向的对象被释放或者收回，但是对该指针没有作任何的修改，以至于该指针仍旧指向已经回收的内存地址，此情况下该指针便称迷途指针。若操作系统将这部分已经释放的内存重新分配给另外一个进程，而原来的程序重新引用现在的迷途指针，则将产生无法预料的后果。因为此时迷途指针所指向的内存现在包含的已经完全是不同的数据。通常来说，若原来的程序继续往迷途指针所指向的内存地址写入数据，这些和原来程序不相关的数据将被损坏，进而导致不可预料的程序错误。这种类型的程序错误，不容易找到问题的原因，通常会导致記憶體區段錯誤（Linux系统中）和一般保护错误（Windows系统中）。如果操作系统的内存分配器将已经被覆盖的数据区域再分配，就可能会影响系统的稳定性。
某些编程语言允许未初始化的指针的存在，而这类指针即为野指针。野指针所导致的错误和迷途指针非常相似，但野指针的问题更容易被发现。

## 迷途指针的成因
在很多编程语言中（如C语言）从内存中删除一个对象或者返回时删除栈帧后，并不会改变相关的指针的值。该指针仍然指向原来的内存地址，即使引用已经删除，现在也可能已经被其它进程使用了。
一个直接的例子，如下所示:
```
{

   
char
 
*
cp
 
=
 
NULL
;

   
/* ... */

   
{

       
char
 
c
;

       
cp
 
=
 
&
c
;

   
}
 
/* c 超出了有效范围 */

     
/* cp 现在是迷途指针 */

}

```

上述问题的解决方法是在该部分程序退出之前立即给CP赋0值（NULL）。另一个办法是保证CP在没有初始化之前，将不再被使用。
迷途指针经常出现在混杂使用malloc() 和 free() 库调用: 当指针指向的内存释放了，这时该指针就是迷途的。和前面的例子一样，一个避免这个错误的方法是在释放它的引用后将该指针的值重置为NULL，如下所示：
```
#include
 
<stdlib.h>

{

    
char
 
*
cp
 
=
 
malloc
 
(
 
A_CONST
 
);

    
/* ... */

    
free
 
(
 
cp
 
);
      
/* cp 现在变成了迷途指针 */

    
cp
 
=
 
NULL
;
        
/* cp 不再是迷途指针 */

    
/* ... */

}

```

有个常见的错误是当返回一个基于栈分配的局部变量的地址时，一旦调用的函数返回，分配给这些变量的空间将被回收，此时它们拥有的是"垃圾值"。
```
int
 
*
 
func
 
(
 
void
 
)

{

    
int
 
num
 
=
 
1234
;

    
/* ... */

    
return
 
&
num
;

}

```

在调用func之后一段时间，尝试从该指针中读取num的值，可能仍然能够返回正确的值（1234），但是任何接下来的函数调用会覆盖原来的栈为num分配的空间。这时，再从该指针读取num的值就不正确了。如果要使一个指向num的指针都返回正确的num值，则需要将该变量声明为static。

## 野指针的产生
野指针指的是还没有初始化的指针。严格地说，编程语言中每个指针在初始化前都是野指针。
一般于未初始化时便使用指针就会产生问题。大多数的编译器都能检测到这一问题并警告用户。
```
int
 
f
(
int
 
i
)

{

    
char
*
 
cp
;
    
//cp 是野指针

    
static
 
char
*
 
scp
;
  
//scp 不是野指针：静态变量一开始会被初始化为 0

                       
//并在之后保留其最后一次调用的值。

                       
//如果不添加注释，使用此功能可能会被视为不好的方法

}

```

## 迷途指针导致的安全漏洞
如同缓存溢出错误，迷途指针/野指针这类错误经常会导致安全漏洞。 例如，如果一个指针用来调用一个虚函数，由于vtable指针被覆盖了，因此可能会访问一个不同的地址（指向被利用的代码）。或者，如果该指针用来写入内存，其它的数据结构就有可能损坏了。一旦该指针成为迷途指针，即使这段内存是只读的，仍然会导致信息的泄露（如果感兴趣的数据放在下一个数据结构里面，恰好分配在这段内存之中）或者访问权限的增加（如果现在不可使用的内存恰恰被用来安全检测）。

## 避免迷途指针的错误
避免迷途指针，有一种受欢迎的方法——即使用智能指针（Smart pointer）。智能指针使用引用计数来回收对象。一些其它的技术包括tombstone法和locks-and-keys法。
另外，可以使用 DieHard 内存分配器，它虚拟消除了类似其它内存错误（不合法或者两次释放内存）的迷途指针错误。
还有一种办法是貝姆垃圾收集器，一种保守的垃圾回收方法，能够替代C和C++中标准内存分配函数。这种方法完全消除了迷途指针的错误，通过去除内存释放的函数代之以垃圾回收器完成对象的回收。
像Java语言，迷途指针这样的错误是不会发生的，因为Java中没有明确地重新分配内存的机制。而且垃圾回收器只会在对象的引用数为零时重新分配内存。

## 迷途指针的检测
为了能发现迷途指针，一种普遍的编程技术——一旦指针指向的内存空间被释放，就立即把该指针置为空指针或者为一个非法的地址。当空指针被重新引用时，此时程序将会立即停止，这将避免数据损坏或者某些无法预料的后果。这将使接下来的编程过程产生的错误变得容易发现和解决了。这种技术在该指针有多个复制时就无法起到应有的作用了。
一些调试器会自动地用特定的模式来覆盖已经释放的数据，如0xDEADBEEF （Microsoft's Visual C/C++ 调试器，例如，根据哪种类型被释放采用 0xCC，0xCD 或者 0xDD）。这种方法通过将数据无用化，来防止已经释放的数据重新被使用。这种方法的作用是非常显著的（该模式可以帮助程序来区分哪些内存是刚刚释放的）。
| 值         | 名字         | 描述 |
| ---------- | ------------ | --- |
| 0xCD       | Clean Memory | 用malloc或是new分配，應用程式尚未寫入的記憶體。                                                                    |
| 0xDD       | Dead Memory  | 已被delete或free釋放的記憶體，用來偵測用迷途指標寫入的問題。                                                       |
| 0xFD       | Fence Memory | 也稱為「無人島」，用來放在已分配的記憶體前後，偵測陣列索引超過範圍，或是超過已分配記憶體範圍的存取（特別是寫入）。 |
| 0xCC       |              | 若程式碼是用/GZ選項編譯，沒有初始化的變數會在每個位元組填入此數值。                                                |
| 0xAB       |              | 用LocalAlloc()分配的記憶體                                                                                         |
| 0xBAADF00D | Bad Food     | 用LocalAlloc()配合LMEM_FIXED所分配，但沒有被寫入的記憶體。                                                         |
| 0xFEEEFEEE |              | 作業系統填充heap memory，而此區域沒有被HeapAlloc()或LocalAlloc()所分配，或是已被HeapFree()釋放的記憶體。           |

某些工具，如Valgrind， Mudflap 或者 LLVM 可以用来检测迷途指针的使用。